# SV 듀르네
SV 듀르네(SV Deurne)는 네덜란드의 듀르네 출신 축구 클럽이다. 2013-14 시즌에는 일요일 후프트클라쎄 B부문(4부리그)에서 경기를 펼쳤다.
클럽은 D.O.S.와 듀라니아가 합병한 1942년에 창설되었다. 듀르네는 2007-08 일요일 후프트클라쎄 B에서 우승을 차지했다. 그 당시 후프트클라쎄는 네덜란드 아마추어 축구의 최상위 부문이었다.
드른네는 2010년과 2013년 KNVB 지구컵에서 남부 2지구에서 우승했다.